# Parus cinereus
El carbonero indio (Parus cinereus) es una especie de ave paseriforme de la familia Paridae propia del sur de Asia. Anteriormente se consideraba conespecífico del carbonero común (Parus major). El carbonero indio tiene la espalda gris y las partes inferiores blancas. Tras la última configuración, el carbonero común tiene la espalda verdosa y las partes inferiores amarillas. La especie se extiende por la región indomalaya, el sur de Asia Central y el sur de China.

## Descripción

Se caracteriza por tener la espalda gris.

Como los demás miembros del género, carece de penacho en la cabeza y presenta la cabeza negra, salvo una gran mancha blanca en las mejillas en forma casi semicircular, extendíendose el negro por la garganta que continúa con una amplia banda negra que recorre el centro de sus partes inferiores. Se distingue del resto de congéneres por tener la espalda gris, y una lista blanca en las alas. Los laterales de las partes inferiores y sus flancos son blancos. La lista negra ventral de las hembras es más estrecha y de un negro ligeramente menos intenso. Las coberteas de la parte superior de la cola son de color grisáceo, mientras que las réctrices son en su mayoría negruzcas, con la punta blanca menos las dos centrales. El quinto par de plumas de la cola son blancas con el raquis negro y una banda negra en el vexilo interior. Las plumas más exteriores de la cola son blancas con el  cálamo negro. Las coberteras de la parte inferior son negras en el centro pero blancas en os lados.

## Taxonomía

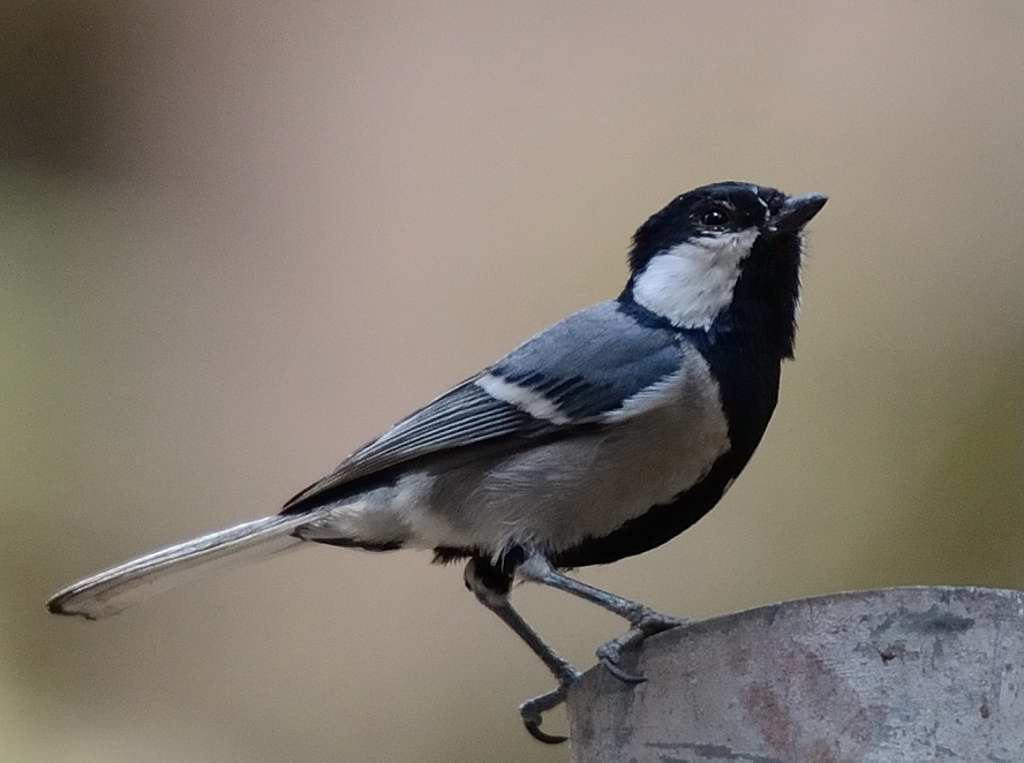
Macho en Bangalore, India.

Anteriormente se clasificaba dentro de la especie Parus major, pero por indicación de los estudios filogenéticos, se separaron en esta especie a todas las subespecies del sur de Asia con la espalda gris en lugar de verdosa, cuando son adultos aunque jóvenes puedan presentar algo de verde en la espalda y de amarillento en las partes inferiores. Además en los experimentos con grabaciones no responden a los cantos del carbonero común, aunque sí a sus llamadas de alarma.
Las diferencias entre subespecies se muestran principalmente en el tono de gris, la extensión del blanco de la cola y en el tamaño, aunque la variación de tamaño es principalmente clinal.
Se reconocen doce subespecies:
- P. c. decolorans Koelz, 1939 - se encuentra en el noreste de Afganistán y noroeste de Pakistán;
- P. c. ziaratensis Whistler, 1929 - ocupa el sur y centro de Afganistán y el oeste de Pakistán (es muy clara y azulada, similar a P. m. bokharensis);[12]
- P. c. caschmirensis E. J. O. Hartert, 1905 - presente en el Himalaya occidental (tiene una mancha gris en la nuca);[6]
- P. c. planorum Hartert, 1905 - se extiende por el norte de la India hasta Nepal, Bután, Bangladés y el oeste y centro de Birmania;
- P. c. vauriei Ripley, 1950 - ocupa el noreste del subcontinente indio;[13]
- P. c. stupae Koelz, 1939 - se encuentra en la India peninisular;
- P. c. mahrattarum E. J. O. Hartert, 1905 - se halla en los Ghats Occidentales y Sri Lanka;
- P. c. templorum Meyer de Schauensee, 1946 - se extienede desde Tailanda al sur de Indochina;
- P. c. hainanus E. J. O. Hartert, 1905 - ocupa la isla de Hainan.
- P. c. ambiguus (Raffles, 1822) - se encuentra en la península malaya y Sumatra;
- P. c. sarawacensis Slater, 1885 - endémica de Borneo;
- P. c. cinereus Vieillot, 1818 - la subespecie nominal que se disemina por Java y las islas menores de la Sonda.

## Comportamiento y ecología

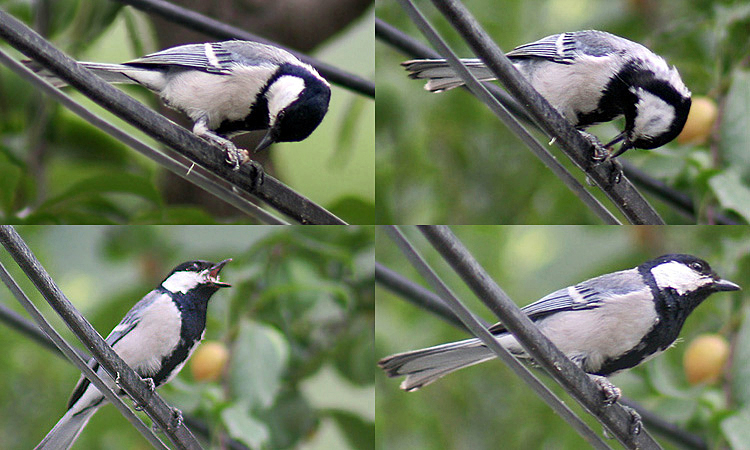
Secuencia alimentándose con ayuda de la pata.

Generalmente se encuentran en parejas o en pequeños grupos, y a veces se unen a bandadas mixtas de alimentación. Se alimentan principalmente de insectos (principalmente orugas, escarabajos y chinches) que capturan entre las ramas y el follaje, y también consumen algunos frutos. A veces usan sus patas para sujetar los insectos mientras los despedazan con el pico. También encajan semillas duras en las grietas de las cortezas de los árboles para partirlas golpeándolas con el pico (registrado en la subespecie caschmirensis).
Sus llamadas son silbidos de tipo titiwiisi...titiwiisi... witsi-siisii o variantes repitiendo tres o cuatro veces seguidas de una pausa. Sus cantos son particularmente persistentes durante la época de cría. 
La época de cría se produde en verano, pero las fechas varían a lo largo de su amplia área de distribución. La puesta normal consta de 4 a 6 huevos (aunque se han registrado 9 en caschmirensis). Algunas parejas pueden criar más de una puesta por año. En el sur de la India y Sri Lanka la época de cría se produce de febrero a mayo (principalmente antes de los Monzones) pero también se observan nidos de septiembre a noviembre. Suelen situar su nido en el hueco de los árboles, en muros o en los taludes de barro, en huecos con entradas estrechas y que cuyo interior forran con musgo, pelo y plumas. A veces usan nidos viejos de los pájaros carpinteros y los barbudos. Los dos progenitores toman parte de la incubación y la defensa del nido mediante siseos si es amenazado. They may also roost in cavities such as those in cut bamboo.
En la India se registra una especie de pulga, Ceratophyllus gallinae en sus nidos.